# Пьолле, Марк
Марк Пьолле́ (фр. Marc Piollet; род. 1962, Париж) — французский дирижёр, работающий в Германии.
Окончил Берлинскую Высшую школу музыки, ученик Ханса Мартина Рабенштайна. Занимался также в мастер-классах Джона Элиота Гардинера, Михаэля Гилена, Курта Мазура и Лотара Загрошека. Работал в оркестрах Халле и Касселя, в 2001 г. внимание специалистов привлекла осуществлённая Пьолле с оркестром Кассельской оперы первая запись раннеромантических немецких симфоний Норберта Бургмюллера и Хуго Штеле. Сотрудничал с Венской народной оперой. С 2004 г. генеральмузикдиректор Висбадена, где, по мнению критика, за первый же сезон значительно поднял уровень оркестра и стал ключевой фигурой в успехе поставленной режиссёром Джоном Дью тетралогии Рихарда Вагнера «Кольцо Нибелунга».